# Dwudziestoczterościan deltoidowy

Dwudziestoczterościan deltoidowy

Dwudziestoczterościan deltoidowy (lub dwudziestoczterościan trapezoidalny) – wielościan Catalana, który ma 24 deltoidalne ściany, 24 wierzchołki oraz 48 krawędzi. Wielościanem do niego dualnym jest sześcio-ośmiościan rombowy mały. Wielki ośmiościan potrójny jest jego stellacją. Na bryle można opisać m.in. stellę octangulę i sześcian.
Jego ściany nazywane są również w Stanach Zjednoczonych trapezia, a w Wielkiej Brytanii trapezoids.
Bryła występuje w pracy M.C. Eschera „Gwiazdy” z 1948 roku.

## Wzory i właściwości
- Stosunek dłuższego do krótszego boku każdego deltoidu jest równy

{\displaystyle {\frac {4-{\sqrt {2}}}{2}}=1{,}292893....}
Jeżeli ich mniejsza krawędź jest równa 1, to powierzchnia wielościanu jest równa {\displaystyle 6{\sqrt {29-2{\sqrt {2}}}},} a objętość wynosi {\displaystyle {\sqrt {122+71{\sqrt {2}}}}}.
- Objętość:

{\displaystyle V=16{\frac {(1+2{\sqrt {2}})}{7}}\approx 8{,}75...}
- Pole powierzchni całkowitej:

{\displaystyle {\frac {12}{7}}a^{2}+{\sqrt {61}}+38{\sqrt {2}}}

## Występowanie w naturze
Dwudziestoczterościan deltoidowy występuje jako kryształ formowany przez analcym, a czasami przez granat. Kształt ten w kontekście minerału jest często nazywany trapezoedronem, choć w stereometrii ta nazwa ma inne znaczenie.